# Duomo di Ravenna
Il duomo di Ravenna, oppure cattedrale della Risurrezione di Nostro Signore Gesù Cristo, è il principale luogo di culto della città di Ravenna, in Emilia-Romagna, sede vescovile dell'Arcidiocesi di Ravenna-Cervia.
L'edificio attuale è il frutto di un intervento radicale avvenuto nel XVIII secolo, consistente nella demolizione dell'antica cattedrale, la basilica Ursiana, e la costruzione di una nuova in stile barocco.
Dal 1940 è monumento nazionale.
La cattedrale, elevata alla dignità di basilica minore da papa Giovanni XXIII il 7 ottobre 1960, è sede della parrocchia di San Giovanni in Fonte appartenente al Vicariato Urbano dell'arcidiocesi di Ravenna-Cervia.

## Storia

### L'antica basilica Ursiana

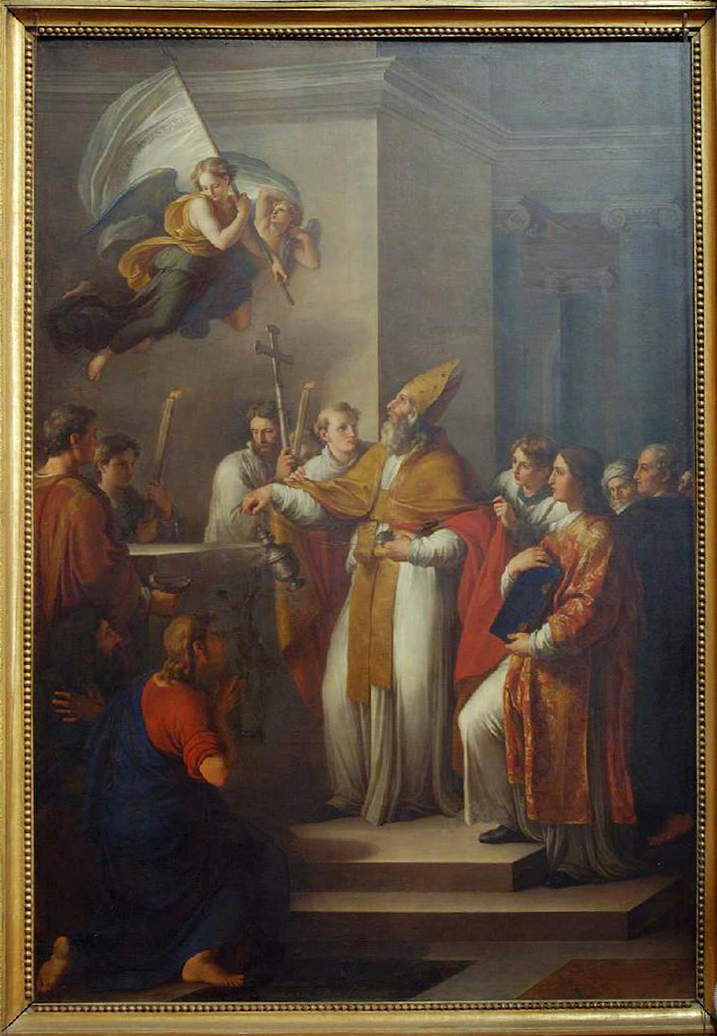
Vincenzo Camuccini, Sant'Orso consacra la cattedrale di Ravenna (1800-1821 circa).

La cattedrale fu progettata in ragione del trasferimento della capitale dell'Impero romano d'Occidente da Milano a Ravenna, previsto per l'anno 402. Legato all'elezione di Ravenna al rango di capitale fu anche il trasferimento della cattedra vescovile da Classe. Il trasferimento, così come l'erezione della cattedrale, furono effettuati dal vescovo Orso. Costruita al centro della città, fu consacrata il 3 aprile 407 e dedicata alla Risurrezione di Gesù, in greco antico Hagìa Anástasis, che, dal nome del fondatore, prese la denominazione di "basilica Ursiana".
La chiesa, in stile paleocristiano, misurava circa 60 metri di lunghezza contro 35 di larghezza ed era caratterizzata da una pianta priva di transetto e con l'aula suddivisa in cinque navate (le quattro laterali della medesima larghezza, quella centrale larga quanto due laterali) da archi a tutto sesto, quindici per lato, poggianti su colonne marmoree; la navata mediana terminava con un'abside, internamente semicircolare ed esternamente poligonale, affiancata dal pastophorion da una parte e dal diaconicon dall'altra, elementi presenti ancora in varie chiese ravennati, come quella di San Giovanni Evangelista e la basilica di San Francesco. La pianta della cattedrale mostrava una chiara analogia con le strutture della Basilica maior di Milano (fondata nel 350 circa) e della Basilica C di Nicopoli, in Epiro (metà del VI secolo), sebbene queste ultime fossero dotate di navata trasversa.

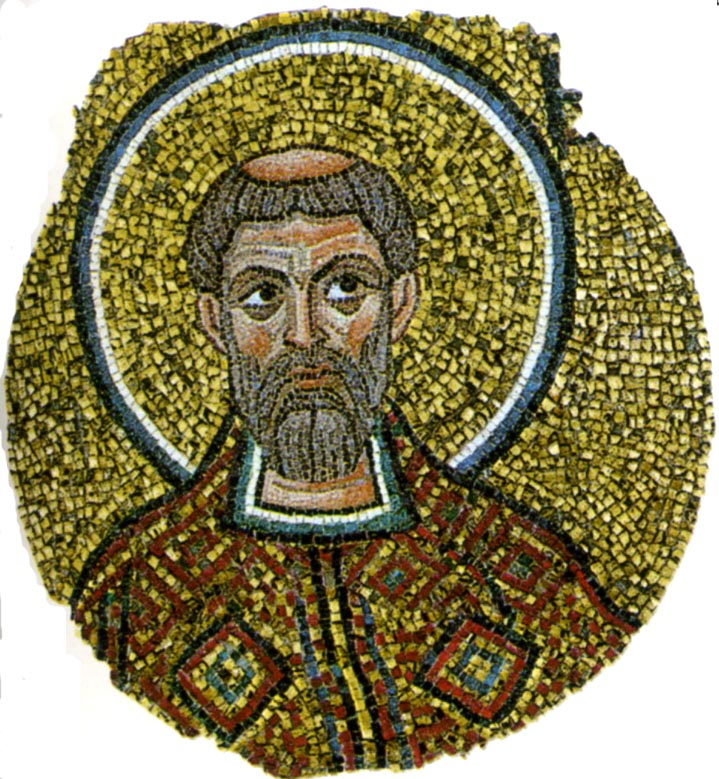
Il volto di San Barbaziano, elemento della decorazione musiva dell'abside della basilica Ursiana (1112).

Nel X secolo venne costruito il campanile cilindrico e, dal 1112, l'interno della cattedrale venne interessato da un importante intervento di rifacimento della decorazione musiva che ne adornava le pareti: sulla parete dell'arco trionfale, in alto vi era Cristo risorto tra gli apostoli e, in basso, a sinistra San Pietro invia Sant'Apollinare a Ravenna e, a destra, Sant'Apollinare giunge alle porte di Ravenna; nei pennacchi vi erano infine da una parte Abele e dall'altra Caino, entrambi nell'atto di sacrificare a Dio con, all'imposta dell'arco, due palme. La parete dell'abside, nella quale si aprivano cinque monofore ad arco, era caratterizzata da una decorazione su due registri: in quello inferiore Sant'Apollinare orante tra due teorie di vescovi e, in quello superiore, intervallati alle finestre, da sinistra, Sant'Ursicino, la Vergine orante, San Giovanni Battista e San Barbaziano, con all'estrema destra il Martirio di Sant'Apollinare. Il catino presentava al centro la Risurrezione di Gesù tra le Marie al Sepolcro (a sinistra) e Giovanni e Pietro al Sepolcro (a destra).
Dell'antica decorazione dell'abside rimangono, nel Museo arcivescovile di Ravenna, alcuni frammenti, quali la Vergine orante per intero, le teste di San Barbaziano, Sant'Ursicino, San Pietro e San Giovanni e quella del monaco presente nella scena del Martirio di Sant'Apollinare. I caratteri stilistici della composizione, quali le forme dei volti, caratterizzati da bocche piccole e una certa ieraticità, il panneggio lineare delle vesti e i capelli scriminati, presentano una vicinanza con i mosaici della cappella di sinistra della cattedrale di San Giusto a Trieste e dell'abside centrale della basilica di San Marco a Venezia, entrambi attribuibili a maestranze veneziane legate al linguaggio bizantino dell'ultimo quarto dell'XI secolo, pur essendo presenti relativamente pochi soggetti bizantini, quali la Risurrezione di Cristo e Abele e Caino offerenti, e iscrizioni non in greco antico, ma in lingua latina.

### La cattedrale attuale
Maffeo Nicolò Farsetti venne nominato nel marzo 1727 arcivescovo di Ravenna da papa Benedetto XIII. Egli volle, riprendendo un'idea già presa in considerazione dal suo immediato predecessore Girolamo Crispi, la costruzione di una nuova cattedrale nel moderno stile barocco al posto di quella antica e incaricò del progetto l'architetto riminese Giovan Francesco Buonamici, che aveva già conosciuto monsignor Farsetti quando aveva dipinto la cerimonia della sua consacrazione episcopale avvenuta nella cattedrale di Benevento, e che a Ravenna aveva già operato negli anni 1731-1732 per la realizzazione dell'arredo barocco del presbiterio della basilica di San Vitale. Egli prese le mosse da un progetto di Giuseppe Sardi, ispirato, secondo la volontà dell'arcivescovo, alla romana chiesa di Sant'Ignazio di Loyola in Campo Marzio e, dopo l'approvazione del progetto nel gennaio 1734, il 30 luglio dello stesso anno, dopo una prima parziale demolizione della chiesa antica, venne posata la prima pietra.

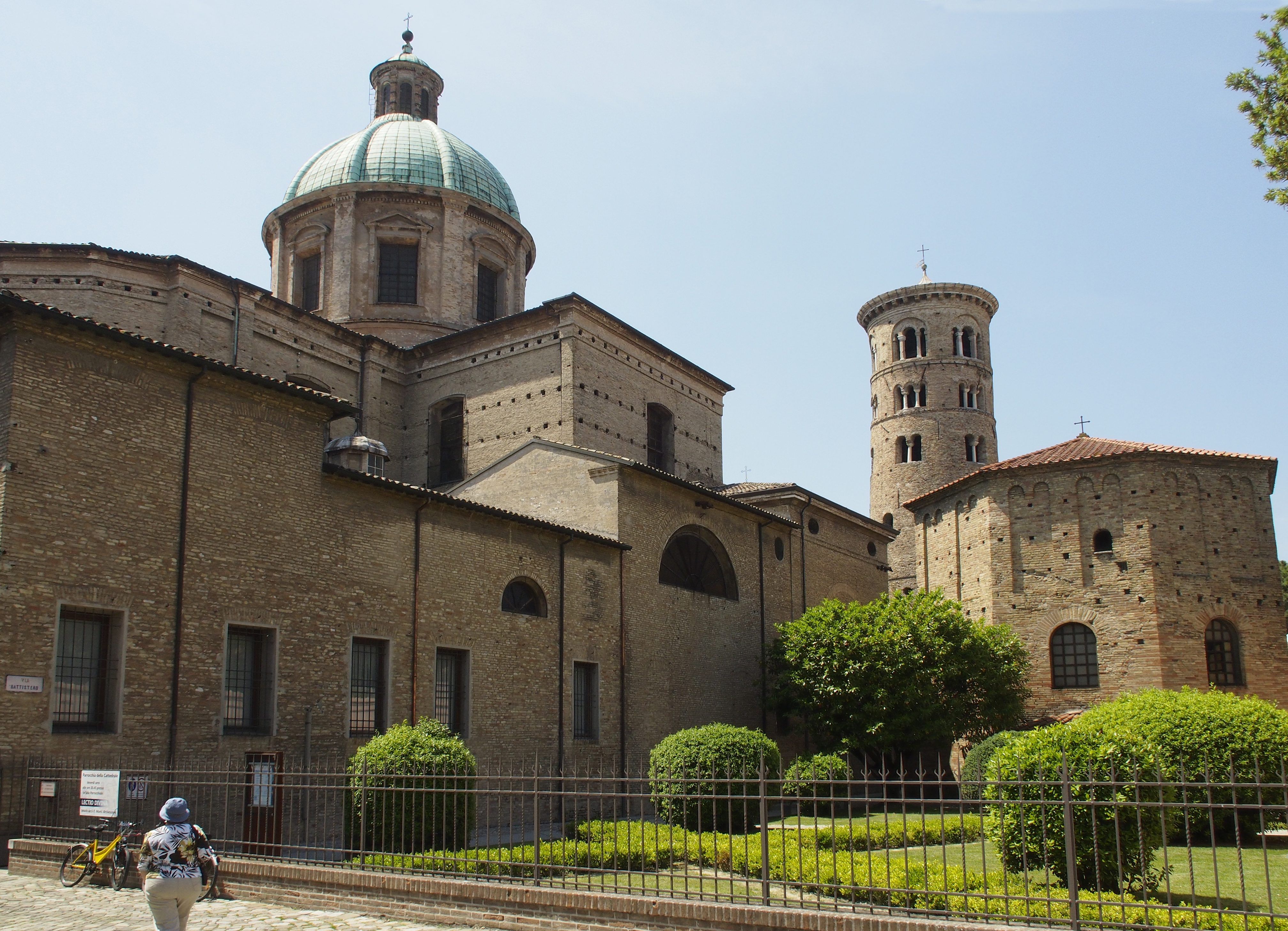
Veduta esterna con il battistero e il campanile paleocristiani, la cattedrale barocca e la cupola neoclassica.

I lavori, dopo la morte di Farsetti (6 febbraio 1741), si protrassero fino ai primi anni dell'episcopato del suo successore, Ferdinando Romualdo Guiccioli, e terminarono nel 1745 con la costruzione del portico, originariamente non previsto dal progetto; il 14 aprile di quell'anno, mercoledì della Settimana santa, la cattedrale fu aperta al culto, ma il tempio venne consacrato soltanto il 13 aprile 1749 dall'arcivescovo Guiccioli.
Sebbene terminata da neanche trent'anni, all'inizio del settimo decennio del secolo XVIII, la nuova cattedrale presentava già degli importanti difetti, tanto che, tra il 1772 e il 1774, si dovette procedere, su progetto di Cosimo Morelli, ad un restauro. Inoltre, nel 1780-1782, per volontà dell'arcivescovo Antonio Cantoni, la cupola originaria a pianta ottagonale venne sostituita da una nuova a pianta ellittica, progettata in stile neoclassico dal faentino Giuseppe Pistocchi.
L'abbattimento dell'antica cattedrale e la perdita della ricca decorazione musiva, a favore di un nuovo edificio, sollevò numerose polemiche, tra le quali quelle dell'architetto e monaco camaldolese Paolo Soratini che, in un primo momento, aveva partecipato con Buonamici alla direzione dei lavori per la costruzione della cattedrale barocca.

## Descrizione

### Ubicazione
La cattedrale della Risurrezione sorge in luogo dell'antica basilica Ursiana, al lato dell'antico cardo maximus della città romana, nel settore occidentale dell'attuale centro storico di Ravenna, con la facciata che dà su piazza Duomo.
La chiesa, fin dall'antichità, fa parte di un complesso ecclesiale di notevole importanza che include anche il palazzo arcivescovile (alle sue spalle, all'interno di parte del quale è accolto il Museo arcivescovile) e, posti all'interno di un giardino situato alla destra della cattedrale, il Battistero Neoniano (del V secolo) e il campanile cilindrico (iniziato nel X secolo).

### Esterno

#### Facciata
L'esterno della cattedrale della Risurrezione è caratterizzato dalla facciata barocca, che dà su piazza Duomo.

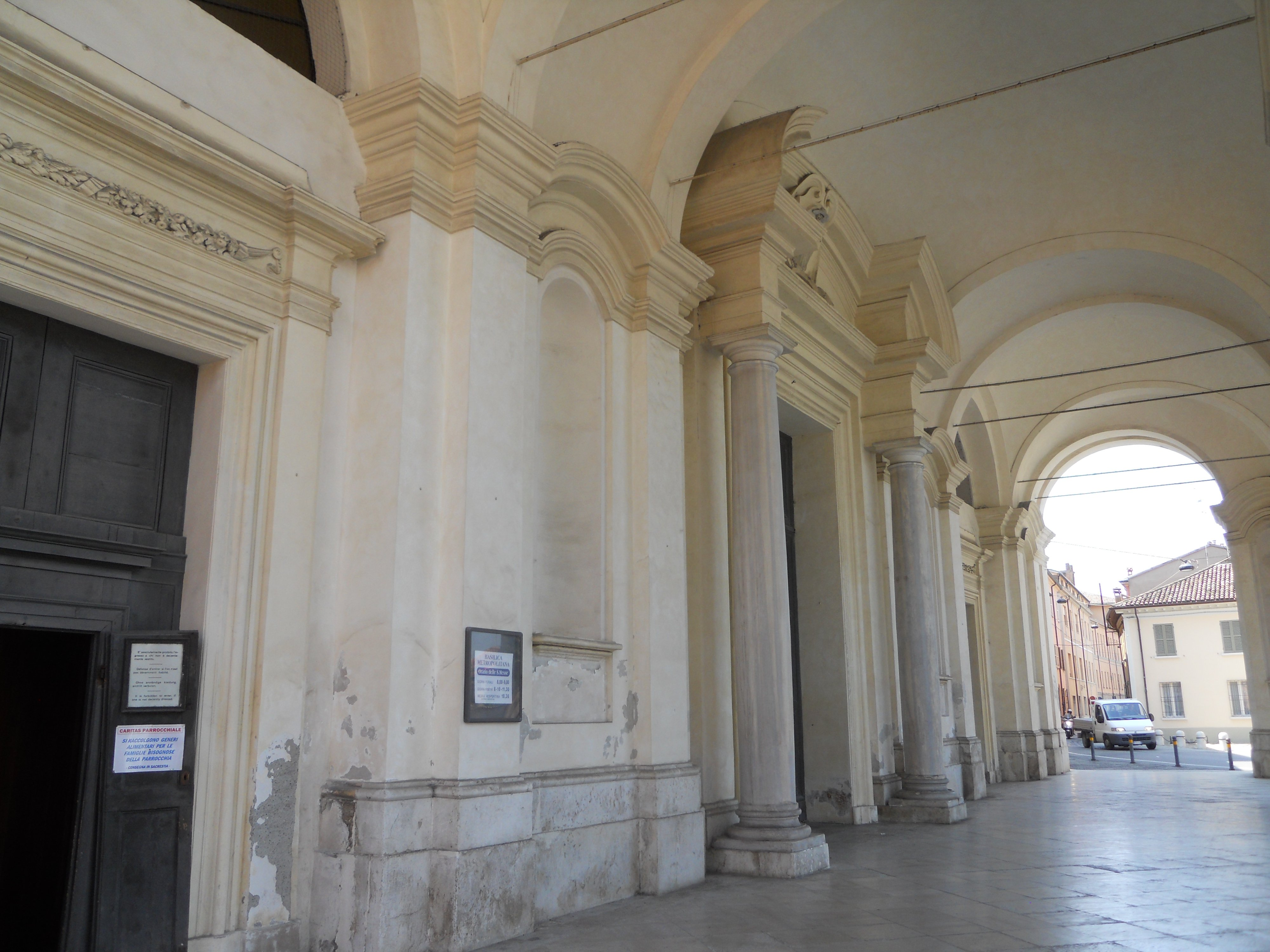
La facciata con il portico.

Nella parte inferiore, questa presenta un largo portico, terminato nel 1745, il quale si apre sull'esterno con un'arcata su ciascun fianco e tre su quello anteriore; ad ognuna di queste ultime corrisponde una campata coperta con volta a vela e unita alle altre da una campata di sezione minore voltata a botte e adornata da una nicchia vuota sulla parete. Mentre le arcate laterali poggiano su pilastri, quella centrale, a serliana, si basa su due colonne tuscaniche in granito rosa alte 4,80, provenienti dall'antica basilica Ursiana insieme a quelle in marmo greco venato che sorreggono il timpano del portale centrale; ai lati di quest'ultimo si aprono due portali minori, ciascuno dei quali è sormontato da un cornicione con decorazione vegetale in stucco e da una finestra a lunetta.
La parte superiore della facciata, in parte occultata dalla trabeazione superiore del portico, presenta un grande finestrone rettangolare incorniciato da due coppie di lesene corinzie che sorreggono idealmente un cornicione con soprastante timpano semicircolare.

#### Campanile e cupola

Il campanile e la cupola.

Alla sinistra della cattedrale, leggermente arretrato rispetto alla facciata e addossato alla navata laterale di sinistra, così che vi si possa accedere da una porta tra la prima e la seconda cappella, si eleva la torre campanaria, caratterizzata dalla forma cilindrica della sua struttura, la cui sommità raggiunge i 35 metri. Nella torre si aprono quattro livelli principali di finestre: quello inferiore è costituito da sette monofore; il secondo, invece, da bifore e vani murati; il terzo da sei trifore poggianti su colonnine; il quarto, corrispondente alla cella campanaria, venne ricostruito dopo un incendio nel 1658 e dà sull'esterno con sei trifore, delle quali il vano centrale è più ampio rispetto ai due laterali.
All'interno della cella, montato su un'intelaiatura lignea, si trova il seguente "doppio" di 4 campane (dal 1914 fisse per l'instabilità della torre):
| Nome       | Nota        | Diametro | Peso    | Fonditore                           | Anno |
| ---------- | ----------- | -------- | ------- | ----------------------------------- | ---- |
| Grossa     | Re3 calante | 1369 mm  | 1500 kg | Marco Antonio Baldini (Roncofreddo) | 1807 |
| Mezzana    | Fa3 calante | 1072 mm  | 830 kg  | Giacinto Landi (Imola)              | 1658 |
| Mezzanella | La♭3        | 931 mm   | 500 kg  | Giulio Scaramelli (Ravenna)         | 1769 |
| Piccola    | La3 calante | 818 mm   | 380 kg  | Antonio Balestra (Cesena)           | 1825 |

All'incrocio tra la navata centrale e il transetto della cattedrale, si eleva la cupola neoclassica, costruita con base ellittica nel 1780-1782 da Giuseppe Pistocchi in luogo dell'originale a base ottagonale; essa presenta un tamburo nel quale si aprono otto finestre con timpano triangolare alternate a lesene, ed è sormontata da una lanterna che, alla sua sommità, raggiunge i 47,40 metri di altezza.

### Interno

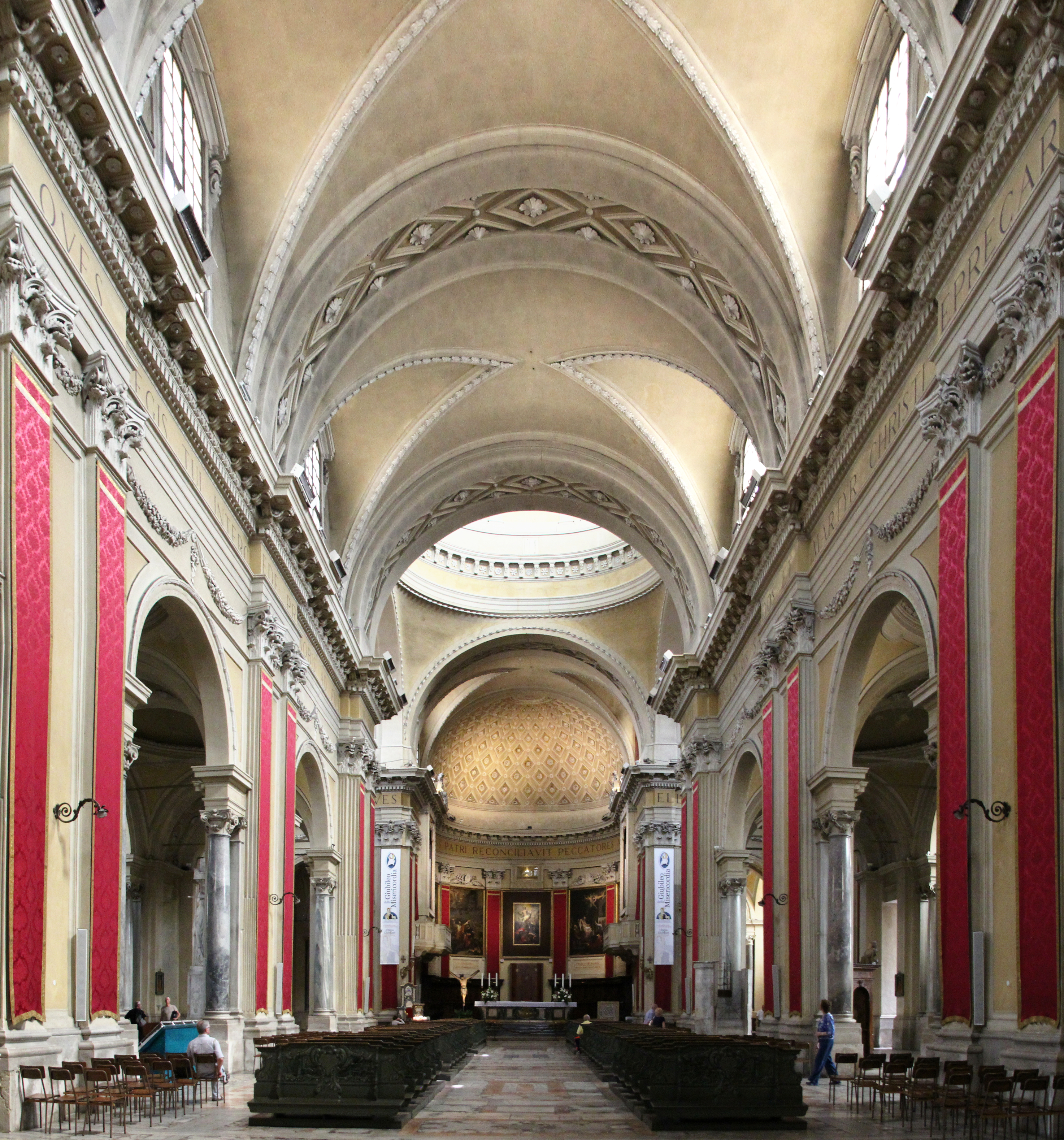
Interno.

L'interno della cattedrale, in un solenne stile barocco, presenta una pianta a croce latina e una ricca pavimentazione in opus sectile, posta 3,50 metri più in alto rispetto al livello del pavimento dell'antica basilica Ursiana.

#### Navate e cappelle laterali
L'aula si articola in tre navate: quella centrale è coperta con volta a botte lunettata che si innesta su un alto cornicione poggiante idealmente su lesene corinzie, il quale continua anche nel transetto e nell'abside e che reca, nell'area della navata, la seguente iscrizione:
(Iscrizione sul cornicione della navata centrale)

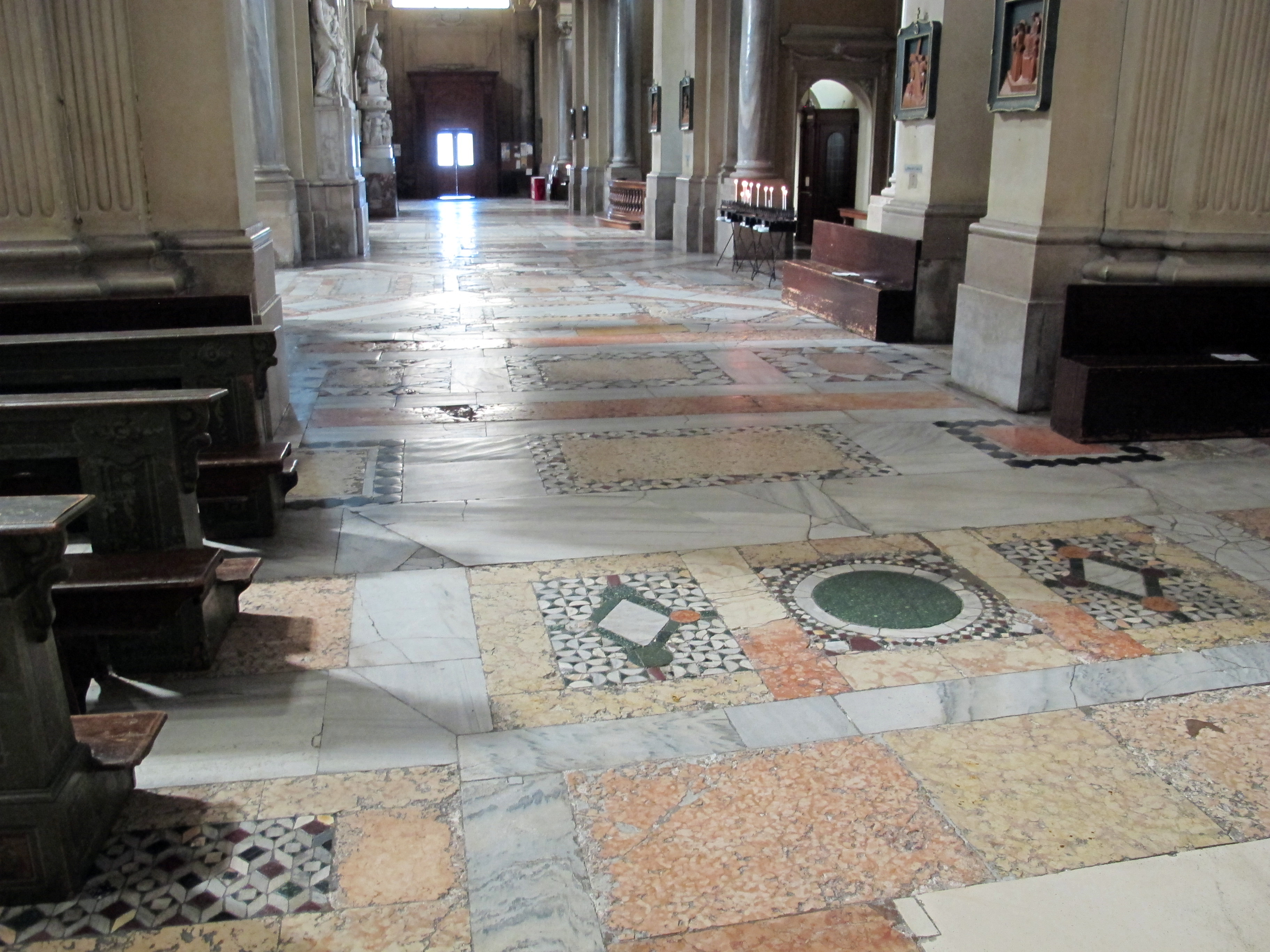
Interno della navata laterale di sinistra con il pavimento in opus sectile.

Le navate laterali, invece, si articolano in tre campate a pianta quadrata coperte con cupolette, alternate a cinque campate a pianta rettangolare coperte con volta a botte.
La divisione delle navate fra di loro, risalente nella forma attuale ai restauri del 1772-1774, è costituita da tre arcate a tutto sesto, ciascuna delle quali poggia su due colonne in marmo pregiato, provenienti dall'antica basilica Ursiana; in corrispondenza di ognuna di esse si apre, sulla rispettiva navata laterale, una cappella a pianta rettangolare e volta a botte, il cui ingresso è anch'esso costituito da un arco poggiante su due colonne antiche. Le cappelle sono intervallate da ambienti con soffitto piano, illuminati da finestre rettangolari e contenenti dei confessionali neoclassici.

Nella prima cappella di destra si trova un altare in marmi policromi, sormontato da una pala raffigurante San Cristoforo, opera del bolognese Antonio Rossi.
```

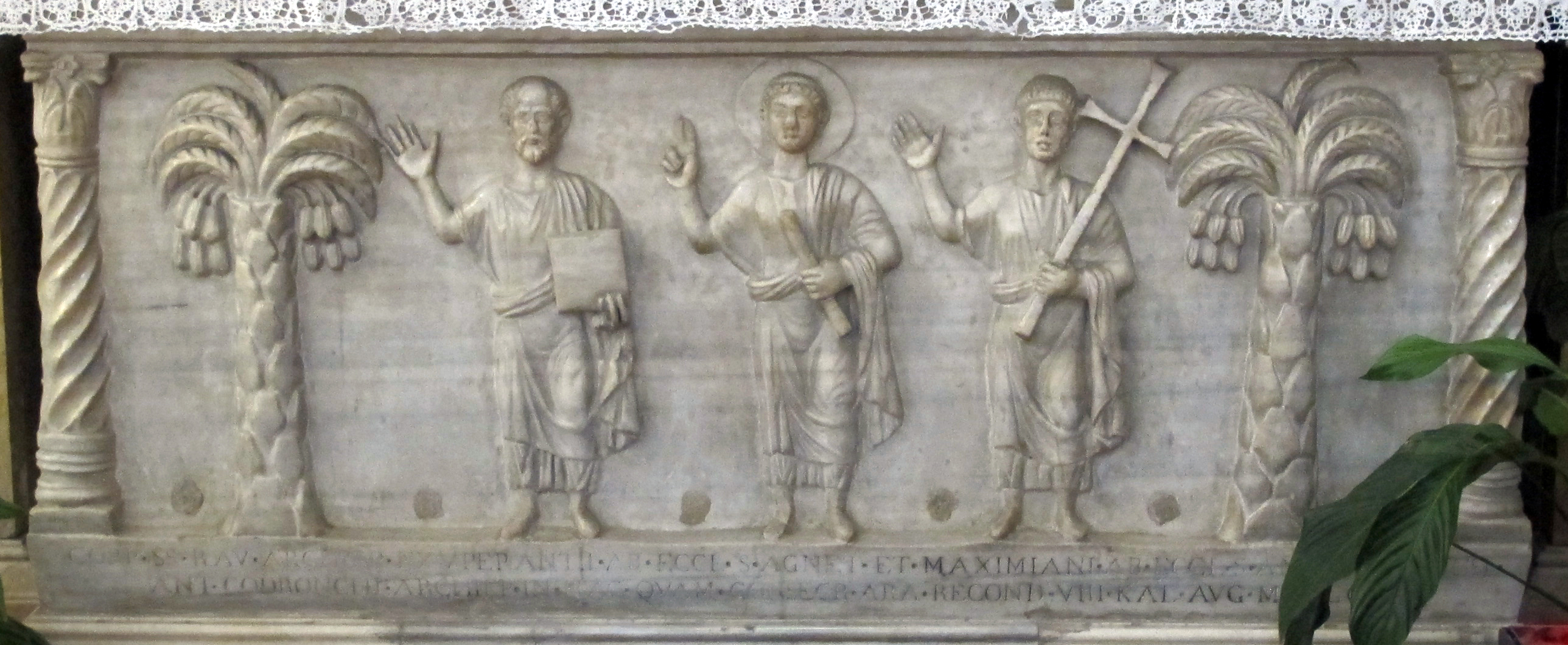
Il sarcofago di Sant'Esuperanzio.

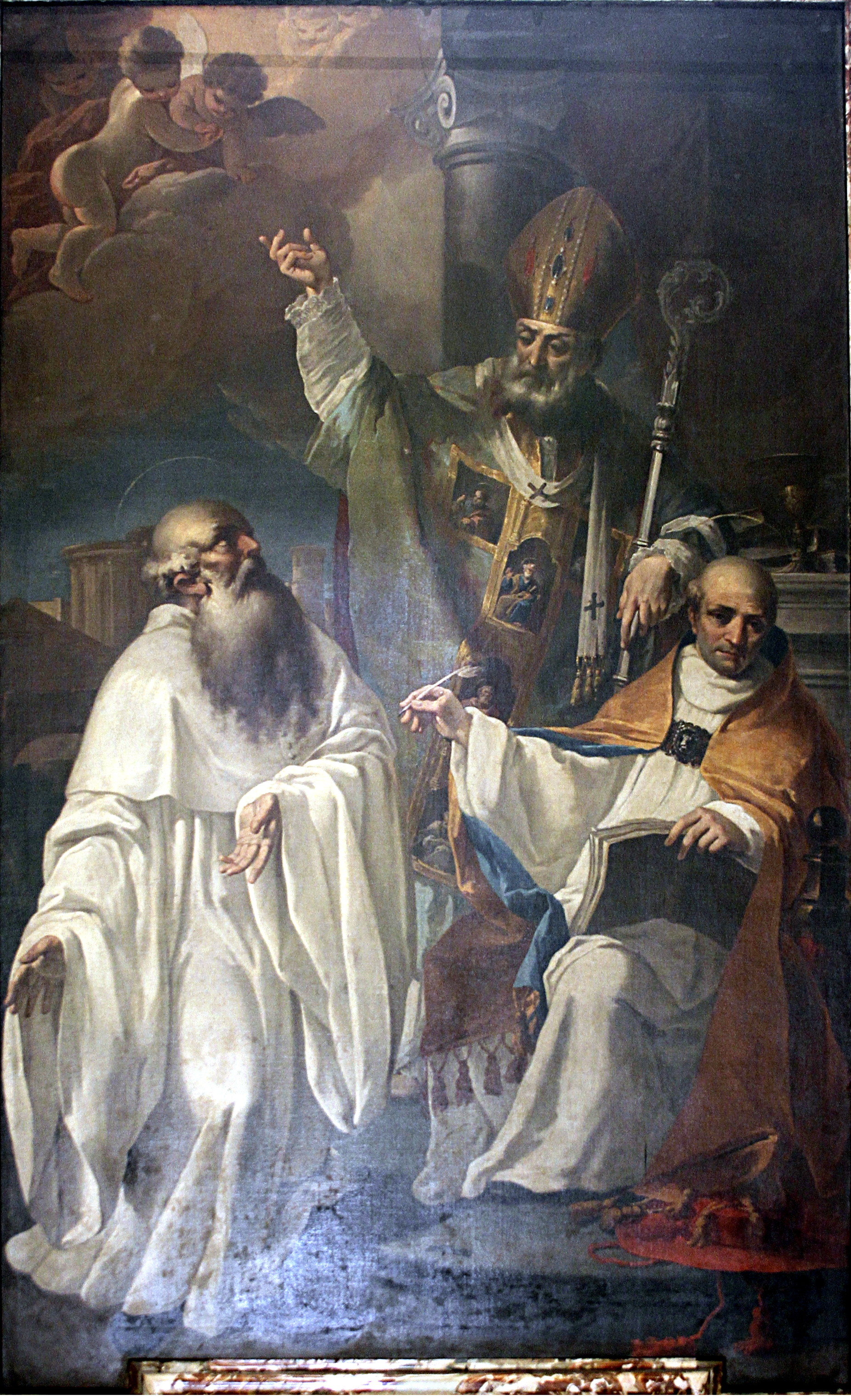
La pala con i Santi Pier Crisologo, Romualdo e Pier Damiani di Giuseppe Milani (XVIII secolo)

La mensa dell'altare della cappella successiva, il quale risale al 
1701
 ed è sormontato da un 
Crocifisso
 ligneo policromo, è costituita dal 
sarcofago di Sant'Esuperanzio
 (secondo decennio del 
V secolo
), il quale ospita le spoglie del 
vescovo ravennate
 da cui prende il nome e, dal 
1809
, anche quelle dell'arcivescovo 
Massimiano
;
[
20
]
 sul lato anteriore sono raffigurati, a 
bassorilievo
, al centro 
Cristo benedicente
 tra 
San Paolo con un libro
 (a sinistra) e 
San Pietro con la croce
 (a destra), il tutto incorniciato da due colonne tortili e, più internamente, da due palme; le fiancate sono decorate con motivi ornamentali a forma di croce (a sinistra) e il 
monogramma di Cristo
 (a destra), quest'ultimo raffigurato anche sul retro tra due pavoni e due cipressi. Nella terza cappella, sull'altare, vi è la pala con i 
Santi Pier Crisologo, Romualdo e Pier Damiani
, di Giuseppe Milani (
XVIII secolo
).
[
25
]
```

Al centro dell'ancona dell'altare della prima cappella di sinistra, la quale è dedicata a Sant'Apollinare, vi è la pala di Jean-Baptiste Wicar con Gesù tra i santi Antonio e Giacomo; nella cappella di mezzo vi è un dipinto di Guido Cagnacci con San Francesco Saverio (inizi del terzo quarto del XVII secolo), mentre nella terza vi è la tela San Pietro che invia Sant'Apollinare a Ravenna, di Filippo Pasquali (XVII secolo).
Originariamente, la controfacciata della navata centrale era adornata da una grande tela raffigurante il Banchetto di re Assuero (1620), legato alle vicende narrate nel Libro di Ester; il grande dipinto, opera del ferrarese Carlo Bononi, si trova sulla controfacciata della chiesa ravennate di San Giovanni Evangelista, dal refettorio del cui convento essa proveniva.

#### Ambone del vescovo Agnello
(Iscrizione sopra la parte superiore dei parapetti dell'ambone.)
Sotto la terza arcata tra la navata centrale e la navata di destra, vi è il pregevole ambone del vescovo Agnello, realizzato tra il 557 e il 570 per l'antica basilica Ursiana, poi smembrato e le sue due parti murate nel passaggio dietro il coro prima di essere ripristinato nel 1913 per volontà dell'arcivescovo Pasquale Morganti, sotto la direzione del soprintendente ai Monumenti della Romagna Giuseppe Gerola.
Il pregevole manufatto, della tipologia a torre e interamente realizzato in marmo greco, si compone di una pedana raggiungibile tramite due serie di gradini sui due lati e chiusa, davanti e dietro, da un doppio parapetto che, rispetto allo stato originale, sopravvive soltanto nell'area centrale e non nelle due laterali, che dovevano chiudere due scale più lunghe rispetto alle attuali.
Sia il parapetto anteriore, sia quello posteriore, sono bombati verso l'esterno nella parte centrale e decorati da 36 formelle rettangolari contenenti bassorilievi con figure di animali, i quali sono orientati simmetricamente verso il centro a gruppi di tre su ogni fila. Il bestiario rappresentato contempla, dall'alto al basso, agnelli, pavoni, cervi, colombe, anatre e pesci, e va letto come la rappresentazione visiva di tutta la creazione che diventa il luogo concreto dell'amore di Dio, come un nuovo giardino dell'Eden rigenerato nella Parola di Dio che poi viene annunciata a tutte le genti da ogni creatura.

#### Crociera e transetto

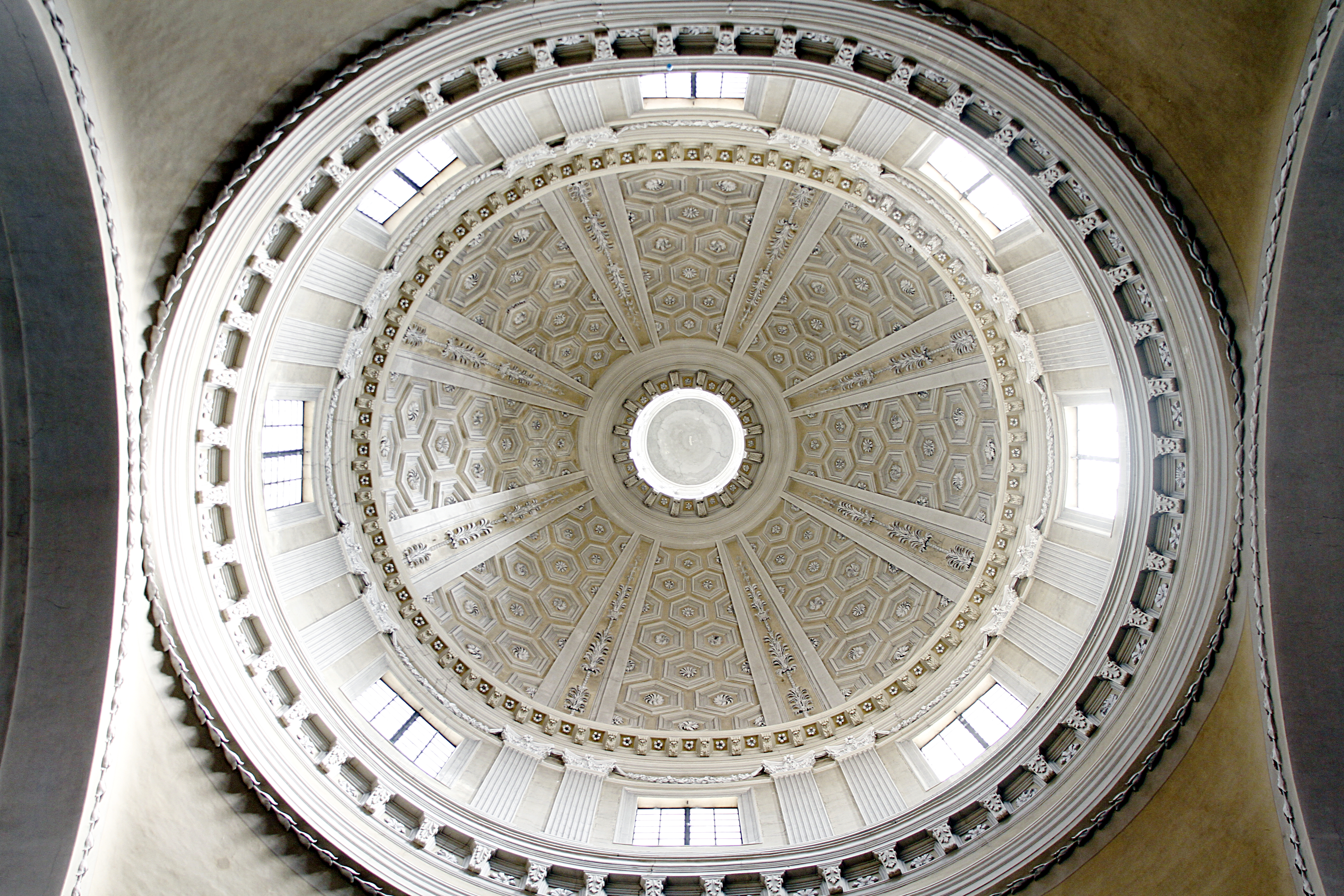
Interno della cupola.

La crociera è sottolineata dalla presenza della cupola neoclassica a pianta ellittica di Giuseppe Pistocchi; essa, internamente, è illuminata dalle finestre del tamburo e della lanterna e la sua calotta è decorata con cassettoni esagonali e suddivisa in otto settori da doppi costoloni.
I due bracci del transetto si sviluppano con uno schema analogo a quello della navata centrale: sono coperti con volta a botte lunettata e illuminati da grandi finestroni rettangolari. Le coppie di lesene corinzie sorreggono idealmente il cornicione, sul quale vi è la seguente iscrizione in lingua latina, tratta dalla sequenza pasquale Victimae Paschali, che continua anche nell'abside:
(Iscrizione sul cornicione del transetto e dell'abside)

#### Cappella del Santissimo Sacramento

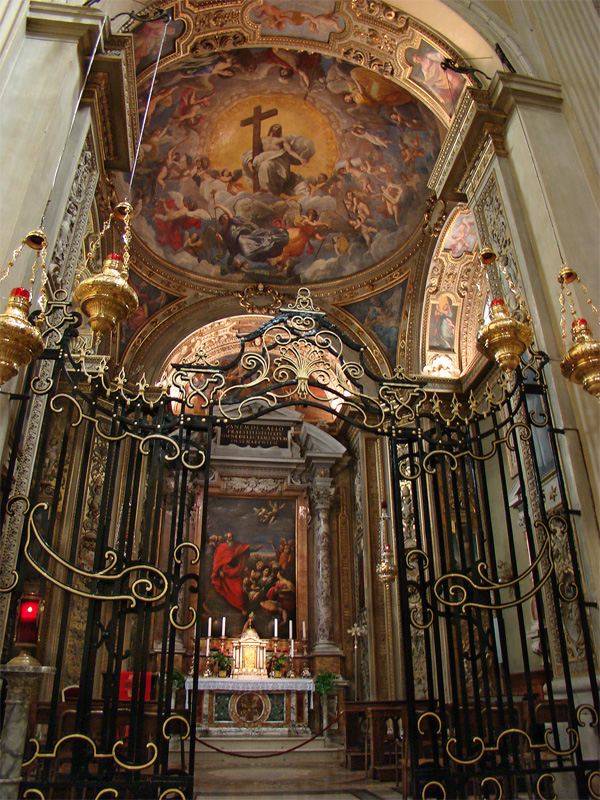
La cappella del Santissimo Sacramento.

Nella parete di fondo del braccio sinistro del transetto, un arco costituisce l'accesso alla cappella del Santissimo Sacramento, costruita a partire dal 28 novembre 1612 fino al 1620 per volere dell'arcivescovo Pietro Aldobrandini su progetto di Carlo Maderno.
L'ambiente è a croce greca, con il vano centrale coperto con una bassa cupoletta priva di tamburo o lanterna, ed è illuminato da due finestre a lunetta che si aprono nei due bracci laterali. A ridosso della parete di fondo del braccio centrale, invece, vi è l'altare in marmi policromi, sulla cui mensa poggia il pregevole tabernacolo, realizzato a Roma nei medesimi materiali. Al centro dell'ancona, incorniciato tra le due colonne corinzie in pavonazzetto che sorreggono il timpano spezzato di coronamento, si trova la pala di Guido Reni raffigurante Mosè e la raccolta della manna nel deserto, realizzata tra il 1614 e il 1616.
Dello stesso pittore e della sua scuola sono gli altri dipinti che adornano la cappella: il Redentore e arcangeli in gloria, nella cupola, e Melchisedec che benedice Abramo e le sue genti vittoriose, nella lunetta sopra l'altare, sono di Guido Reni e Giovan Francesco Gessi; i Profeti posti nei pennacchi della cupola e i dipinti dei sottarchi, tra cui otto Santi, le tre Virtù teologali e le quattro Virtù cardinali, sono di Giovanni Giacomo Sementi. Le pareti sono riccamente decorate con stucchi.

#### Cappella della Madonna del Sudore

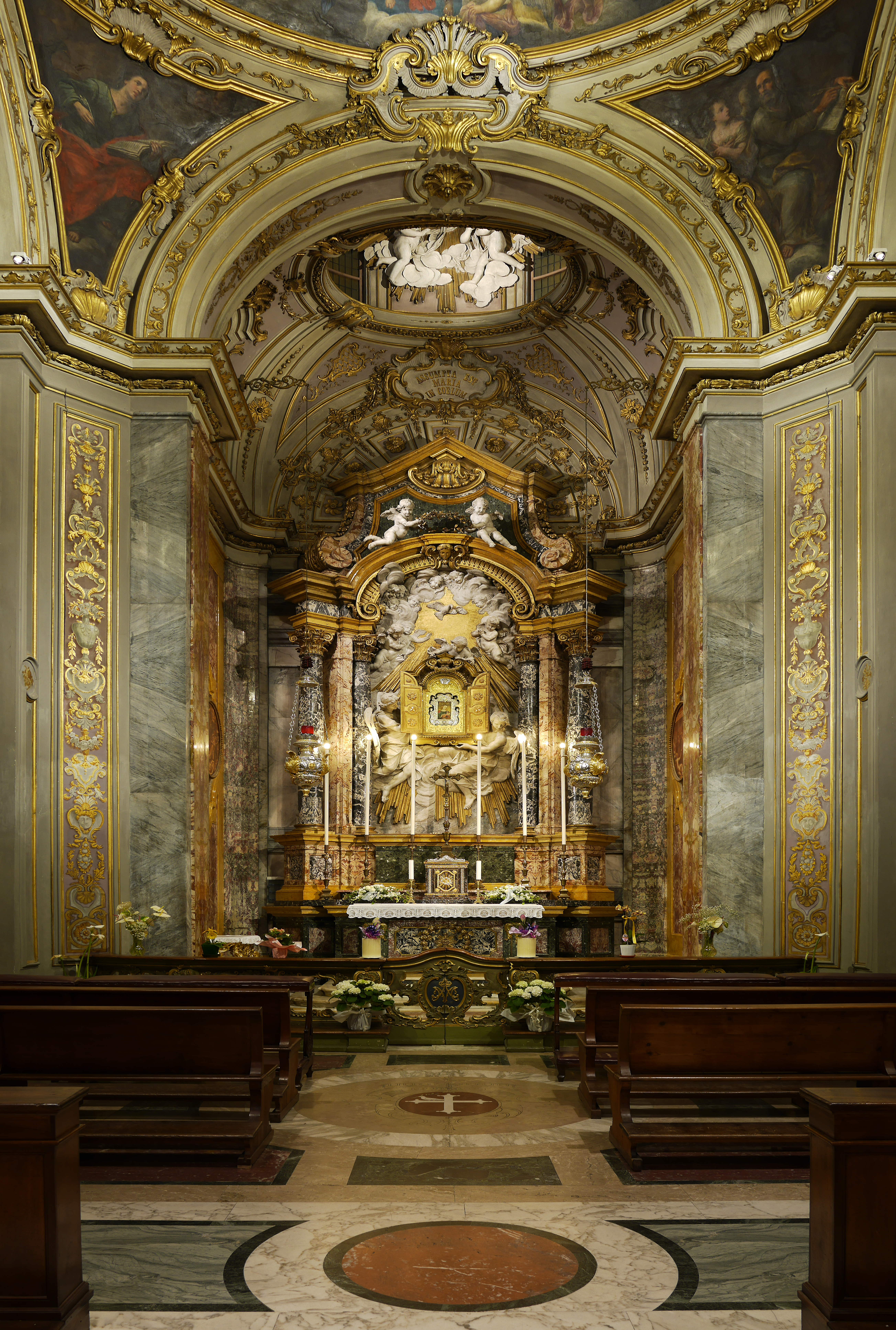
Cappella della Madonna del Sudore.

Nella parete di fondo del braccio destro del transetto si apre la cappella della Madonna del Sudore, che venne costruita a spese della cittadinanza di Ravenna dopo che fece voto alla Vergine per essere liberata dalla peste del 1629; al suo interno venne posta un'immagine ritenuta miracolosa, in quanto avrebbe sudato sangue una prima volta in quanto colpita con un coltello da un soldato ubriaco (allora, infatti, era posta per strada), e una seconda nel 1512.
L'ambiente, portato a termine nel 1659 (il 25 maggio dello stesso anno si ebbe al suo interno la traslazione dell'immagine miracolosa), si articola in un vano centrale coperto con cupoletta priva di tamburo e lanterna, nel quale si innestano due corti bracci laterali con volta a botte e grandi finestre a lunetta, ed un'abside a pianta rettangolare; la volta di quest'ultima è a vela con lanterna ellittica, riccamente decorata con stucchi di ispirazione berniniana, scolpiti da Pietro Martinetti.
Pietro Bracci ideò nel 1759 l'altare in pregiati marmi policromi, con due coppie di colonne corinzie e un elaborato timpano posti ad incorniciare l'ancona ad altorilievo; questa, in marmo di Carrara, raffigura vari angeli, tra i quali due centrali che sostengono il tabernacolo con ante dorate all'interno del quale è custodita l'immagine miracolosa del XIV secolo.
Il dipinto della cupola, raffigurante la Madonna in gloria tra i cori di angeli è opera di Giovanni Battista Barbiani (prima metà del XVIII secolo), mentre di suo nipote Andrea sono gli Evangelisti nei pennacchi.

##### Sarcofago di San Barbaziano

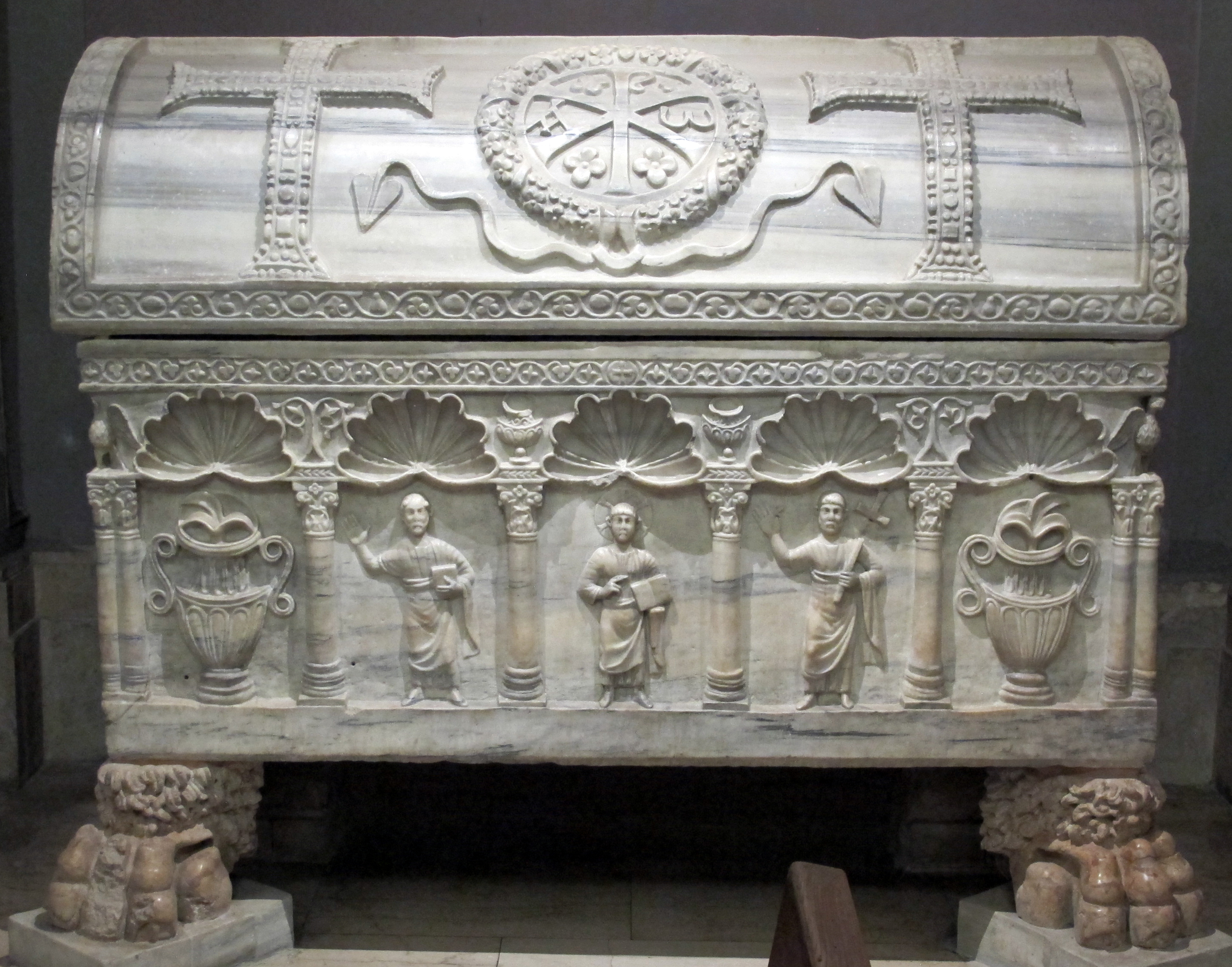
Il sarcofago di San Barbaziano.

Nel braccio di sinistra della cappella, a pavimento, vi è un sarcofago della seconda metà del V secolo, proveniente dall'antica chiesa di San Lorenzo in Cesarea, situata tra Ravenna e Classe, all'interno del quale, nel 1658, vennero poste le reliquie di san Barbaziano, confessore di Galla Placidia.
L'arca, che è interamente realizzata in marmo greco, è riccamente decorata a bassorilievo; sul lato anteriore otto colonne (quelle agli angoli sono accoppiate) dividono lo spazio in cinque nicchie, le due esterne contenenti ciascuna un vaso con al suo interno una pianta, le tre centrali ospitanti tre figure, che rivelano una rigidità eccessiva, analoghe a quelle presenti sul sarcofago di Sant'Esuperanzio: al centro Cristo benedicente con il libro aperto, a sinistra San Paolo con un libro in mano e a destra San Pietro con la croce. Su ciascun lato vi è un candelabro a tre piedi e la parte posteriore, solo abbozzata, raffigura due agnelli che affrontano il crismon; il disegno sul coperchio, che si ripete sui due lati, ma più semplice su quello posteriore, raffigura una corona contenente il monogramma di Cristo, l'alfa e l'omega e quattro rosette, il tutto affiancato da due croci gemmate (sul retro le croci sono semplici e all'interno della corona vi è solo il crismon).

##### Sarcofago del beato Rinaldo

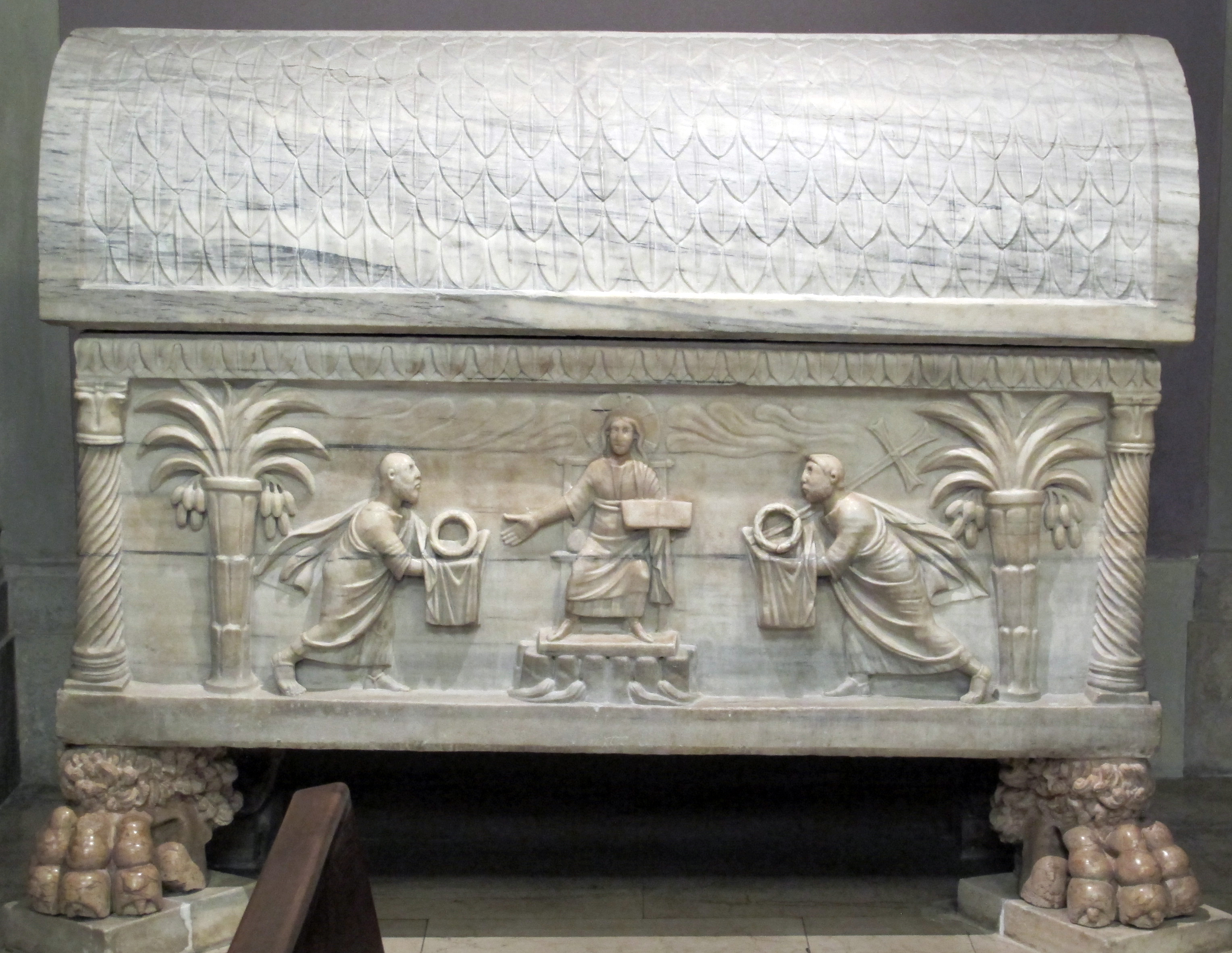
Sarcofago del beato Rinaldo.

Nel braccio di destra della cappella, appoggiato alla parete, a pavimento, si trova il sarcofago del beato Rinaldo: l'arcivescovo ravennate Rinaldo da Concorezzo, morto il 18 agosto 1321, venne tumulato all'interno di un antico sarcofago in marmo greco risalente agli anni tra il 420 e il 430.
Sulla parte anteriore dell'arca, incorniciate tra due colonne e, più internamente, da due palme, si trovano tre figure: quella centrale raffigura Cristo in trono con la mano destra protesa e il libro delle Scritture aperto nella sinistra, dal basamento del quale sgorgano i quattro fiumi del Giardino dell'Eden, descritti nel Libro della Genesi (2,10-14); ai suoi due lati vi sono Paolo con una corona in mano (a destra, cui il Cristo ha appena donato la corona tende la mano) e Pietro con una corona in mano e la croce (a sinistra), entrambi incedenti verso il trono. Sul retro, vi è il monogramma di Cristo fra pavoni e tralci di vite, ricorrenti anche sulle fiancate (il monogramma da una parte, un vaso con i tralci dall'altra) e, sui lati del coperchio, da una parte il crismon entro una ghirlanda, dall'altra una croce fra degli agnelli.

#### Abside e presbiterio

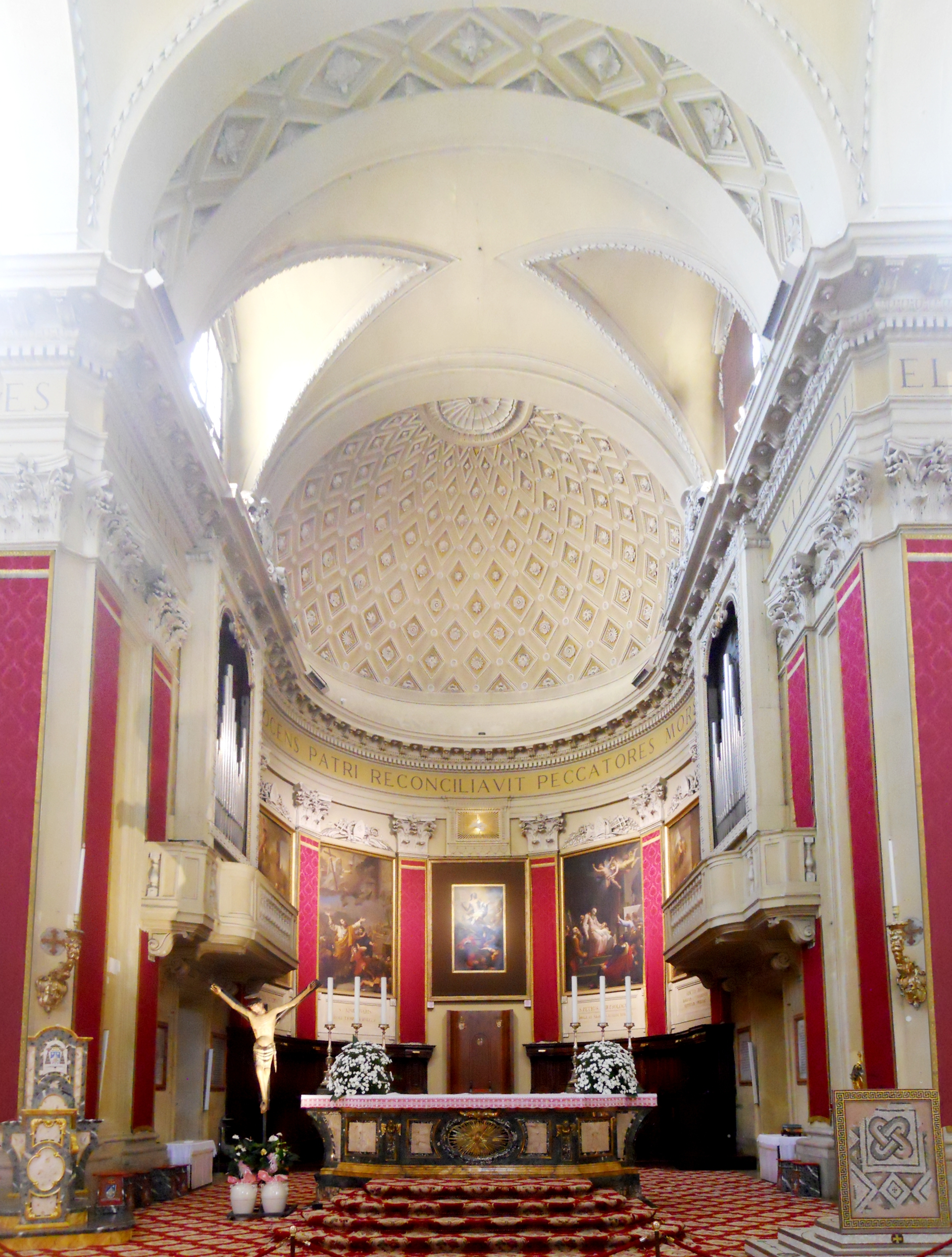
Abside e presbiterio.

Oltre la crociera, in asse con la navata centrale, si trova la profonda abside, con terminazione semicircolare, quest'ultima caratterizzata dal catino riccamente decorato con cassettoni in stucco. L'intera area è occupata dal presbiterio, rialzato di alcuni gradini rispetto al resto della chiesa.
Al centro, trova luogo l'altare maggiore, fatto costruire nel 1760 dall'arcivescovo Guiccioli, realizzato in preziosi marmi policromi quali porfido verde antico, bianco di Carrara, nero orientale e alabastro cotognino e decorato con bronzi dorati di Bartolomeo Borroni; all'interno di esso sono custodite le reliquie dei primi nove vescovi di Ravenna. Originariamente, esso era caratterizzato dalla presenza di una doppia mensa, che permetteva la celebrazione contemporaneamente da ambo i lati, ed era sormontato da un ciborio in argento, donato dalla popolazione di Ravenna nel 1512 e successivamente saccheggiato dai francesi.
Mentre in posizione più avanzata rispetto all'altare si trovano a destra il moderno ambone (realizzato nel 1996 su progetto di Diego Rinaldini reimpiegando un mosaico del III secolo con il Nodo di Mosè) e a sinistra la sede in finto marmo, più vicino ad esso, sulla sinistra, trova luogo un antico Crocifisso del XIII secolo, il quale nel 1512, contemporaneamente alla Madonna del Sudore, avrebbe grondato sangue e ritratto i piedi per salvarli dalle fiamme appiccate dai soldati guasconi e ferraresi. L'opera, che fino alla fine degli anni 1990 era situata in una cappella laterale della chiesa ravennate di San Domenico, è in legno cavo ingessato, telato e dipinto, ed è caratterizzata dalla particolare croce a forma di Y.

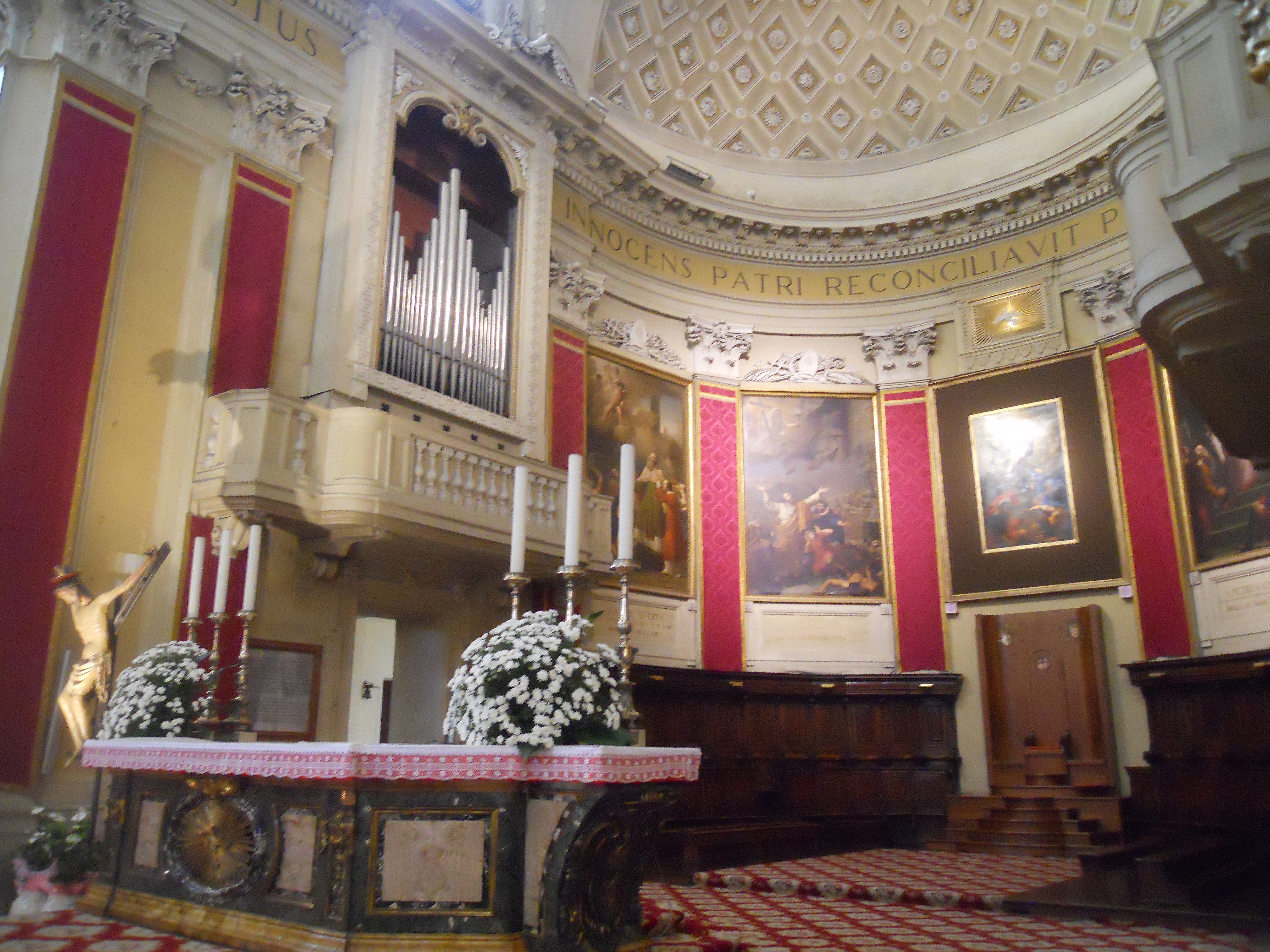
L'abside con l'altare maggiore e la cattedra.

Nell'abside, lungo la parete di fondo semicircolare, trovano luogo su più livelli gli stalli lignei del coro, al centro dei quali (nella medesima posizione di quella settecentesca) si trova la moderna cattedra, realizzata nel 1997 da Ilario Fioravanti; quest'ultima si compone del seggio sopraelevato su due serie di gradini e caratterizzato da un alto schienale, e dal dossale che reca gli stemmi in bronzo dorato di papa Giovanni Paolo II e dell'arcivescovo Luigi Amaducci. Al di sopra del coro, intervallati da lesene corinzie, ai lati di una pala centrale raffigurante la Resurrezione di Gesù di ambito romano (dipinto tra il 1720 e il 1727, già nella seconda cappella di sinistra) si trovano quattro dipinti del 1821 con soggetti relativi alla storia dei primi anni della comunità cristiana di Ravenna: nel primo di sinistra, San Severo entra nella tomba, di Gioacchino Giuseppe Serangeli, il vescovo di Ravenna è raffigurato mentre entra volontariamente nel sepolcro dopo che gli era stata indicata in una visione la data certa della sua morte; il secondo da sinistra raffigura Sant'Apollinare fa precipitare il tempio di Apollo ed è opera del fiorentino Giuseppe Collignon; seguono San Pier Crisologo moribondo presso l'altare di San Cassiano a Imola, di Pietro Benvenuti, e Sant'Orso consacra la cattedrale di Ravenna, di Vincenzo Camuccini.

#### Ambulacri e cappelle del capocroce
Oltre il transetto, nel capocroce, le due navate laterali continuano in altrettanti ambulacri, ciascuno di una campata, che poi si uniscono dietro l'abside con uno stretto corridoio, senza formare però un vero e proprio deambulatorio.

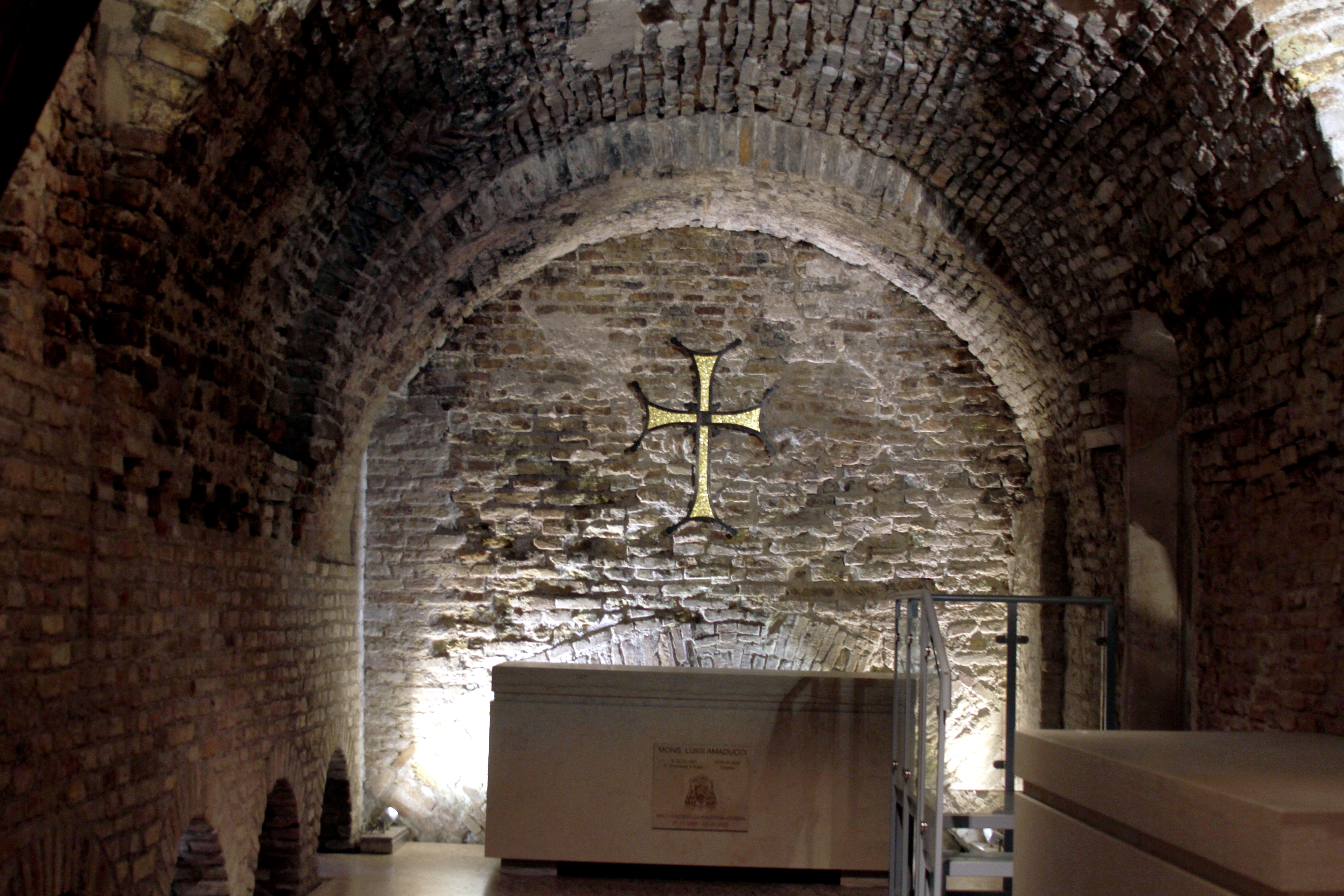
La cappella funeraria degli arcivescovi.

L'ambulacro di destra termina con una stanza all'interno della quale era custodito un altorilievo raffigurante San Marco evangelista, commissionato nel 1492 a Matteo da Ragusa e Giovanni Antonio da Milano e ivi posizionato nel 1828, in luogo del quale si trova attualmente l'accesso alla cappella funeraria degli arcivescovi di Ravenna, ricavata nel 2014 in alcuni locali retrostanti la cattedrale, che ospita le spoglie di Luigi Amaducci ed Ersilio Tonini. Sull'ambulacro si affaccia la cappella dedicata a Sant'Ursicino, martire a Ravenna nel III secolo, il cui martirio è raffigurato nel dipinto di Cesare Pronti posto sull'altare ottocentesco tra due colonne in marmo africano.
La cappella che si apre sull'ambulacro di sinistra è il cosiddetto coro d'inverno, costruito nel 1852, con al suo interno gli stalli lignei usati dai canonici della cattedrale per le celebrazioni feriali; mentre a ridosso della parete di fondo si trova l'altare marmoreo con la pala Madonna col Bambino tra i vescovi Orso e Rinaldo, sormontata dalla tela ovale con San Gregorio Magno, ambedue di autore ignoto, lungo le pareti laterali vi sono quattro lunette: la prima a destra è di Marco Palmezzano e raffigura la Deposizione di Gesù nel sepolcro; le altre tre, di Carlo Bononi, raffigurano il Trionfo di Mardocheo (seconda a destra), il Banchetto di Ester (prima a sinistra) e Maria Maddalena nella casa del Fariseo (seconda a sinistra).
Nell'ambulacro di sinistra si trova una lunetta dipinta da Guido Reni raffigurante Elia nel deserto.

### Organo a canne
Nella cattedrale si trova l'organo a canne Mascioni opus 487, costruito nel 1936.
Lo strumento, restaurato da Michelotto nel 1995, è a trasmissione elettrica e dispone di 51 registri. Il materiale fonico si articola in due corpi contrapposti, ciascuno dei quali è collocato sulle cantorie ai lati del presbiterio, entro casse simmetriche; ognuna di esse presenta una decorazione neoclassica a rilievo ed una mostra formata da 21 canne di principale con bocche a scudo allineate orizzontalmente.
La consolle, mobile indipendente, è situata a pavimento alla destra dell'altare maggiore e dispone di tre tastiere di 61 note ciascuna e pedaliera concavo-radiale di 32 note; i registri, le unioni, gli accoppiamenti e gli annullatori sono azionati da placchette a bilico poste ai lati e al di sopra delle tastiere.